# This is America, Charlie Brown
This is America, Charlie Brown is een Amerikaanse mini-animatieserie gebaseerd op de stripreeks Peanuts van Charles M. Schulz. De serie bestond uit acht afleveringen, die van 1988 tot 1989 werden uitgezonden op CBS. In juni 2006 verscheen de serie op dvd.

## Achtergrond
In elke aflevering van de serie behandelen de Peanuts-personages een gebeurtenis uit de Amerikaanse geschiedenis.
Vanwege de getoonde gebeurtenissen werden veel historische figuren, zoals de gebroeders Wright, gewoon afgebeeld samen met de Peanuts-personages. Dit was uniek daar in de stripserie zelf de volwassen personages nooit samen te zien waren met de kinderen, en ook in de tv-specials was het een zeldzaam verschijnsel.

## Muziek
De serie maakte gebruik van muziek van Dave Brubeck, een jazzcomponist die wordt gezien als een van Amerika’s bekendste muzikanten.

## Stemacteurs

### Reguliere stemacteurs
- Erin Chase: Charlie Brown
- Erica Gayle: Lucy van Pelt
- Brittany M. Thornton: Sally Brown
- Brandon Stewart: Linus van Pelt
- Jason Mendelson: Peppermint Patty
- Marie Cole: Marcie
- Curtis Andersen: Schroeder
- Bill Melendez: Snoopy en Woodstock

### Extra cast
- Jason Riffle: Charlie Brown
- Hakim Abdul-Samad: Franklin
- Ami Foster: Lucy van Pelt
- Jeremy Miller: Linus van Pelt
- Cristina Lange: Sally Brown
- Keri Houlihan en Tani Taylor Powers: Marcie

## Aflevering
1. "The Mayflower Voyagers"
2. "The Birth of the Constitution"
3. "The Wright Brothers at Kitty Hawk"
4. "The NASA Space Station"
5. "The Building of the Transcontinental Railroad"
6. "The Great Inventors"
7. "The Smithsonian and the Presidency"
8. "The Music and Heroes of America"

## Prijzen
In 1989 werd “This is America, Charlie Brown” genomineerd voor drie Young Artist Award:
- Best Young Actor - Voice Over Role (Brandon Stewart)
- Best Young Actress - Voice Over Role (Erin Chase)
- Best Young Actress - Voice Over Role (Ami Foster)

In 1996 volgden er nog twee nominaties:
- Best Family Animation Production
- Best Performance by a Young Actress - Voiceover Role (Danielle Keaton)